# Revista Nueva Gaceta
Nueva Gaceta fue una revista publicada en Buenos Aires entre 1941 y 1943 por la Agrupación de Intelectuales Artistas Periodistas y Escritores.

## Historia
Nueva Gaceta fue una revista publicada en Buenos Aires entre 1941 y 1943 por la Agrupación de Intelectuales Artistas Periodistas y Escritores.
La revista Unidad era el órgano oficial de la AIAPE  pero cuando fue clausurada por la dictadura le siguió la revista Nueva Gaceta que fue publicada entre 1941 y 1943.   En mayo de 1941, se lanzó la revista Nueva Gaceta que se publicó hasta junio de 1943.  Nueva Gaceta publicó 24 números entre 1941 y 1943. En 1943 fue clausurada por la dictadura militar de facto del General Pedro Pablo Ramírez. En ese momento el Secretario de la agrupación era Héctor P. Agosti. 
Entre los colaboradores que publicaron estaban destacados periodistas, científicos, artistas, historiadores, políticos, poetas y escritores  de toda Latinoamérica como  Héctor P. Agosti, Rafael Alberti, Jorge Amado, Enrique Amorim,  Roberto Arlt, Sofía Arzarello, Ricardo Baeza, Sergio Bagú, Leónidas Barletta, José P. Barreiro, José Bergamín, Gregorio Bermann,  Carlos Carlino,Julio J. Casal, Antonio Castro Leal, Mario César, Alí Chumacero, Manuel Colmeiro, Cayetano Córdova Iturburu, Felipe Cossio del Pomar, Pablo Curatella Manes,  Arturo Frondizi,  Alberto Gerchunoff,  Román Gómez Masía, Raúl González Tuñón, Nicolás Guillén,
Gervasio Guillot Muñoz, Andrés Henestrosa, Fausto Hernández, Hugo Lamel,  Juan Ramón Jiménez,  León Klimovsky, Bernardo Kordon, Raúl Larra, María Teresa León, Willy Ley, José Lins do Rego, Aníbal Machado, Eduardo Mallea, Roberto Mariani, Juan Marinello, Julio Marsagot, José Luis Martínez, Pablo Neruda, Emilio Oribe, Juan L. Ortiz, Pablo Palant, Pedro E. Pico, Gerardo Pisarello, Oreste Plath, Amalia Polleri, Aníbal Ponce, José Portogalo, Rodolfo Puiggrós, Graciliano Ramos, Cora Ratto, Víctor L. Rebuffo, José Revueltas, Pablo Rojas Paz, Manuel Sadosky, Baldomero Sanín Cano, Arturo Serrano Plaja, Cristina Stead, Alfredo Varela,  Amaro Villanueva,   Enrique Wernicke,  Álvaro Yunque y, Fernando Zamora.